# Firtosváralja
Firtosváralja (románul Firtușu) falu Romániában, Hargita megyében. Közigazgatásilag Farkaslakához tartozik.

## Fekvése
A falu Székelyudvarhelytől 21 km-re északnyugatra a Firtos-hegy lábánál a Konyha-patak völgyfőjében fekszik, Farkaslakához  tartozik, melytől 10 km-re északnyugatra van.

## Története
Firtosváralja régi neve Besenyőfalva, valószínűleg a tatárjárás után épült, századokig a Firtos család birtoka volt. Lakói eleinte szabad székelyek, majd később valószínűleg a Firtos vár jobbágyai voltak egy rövid ideig, majd újból szabad székelyként élték életüket. A település római castrumként a 2. század végén épült, majd többször újjáéíptették. Itt később egy 13. századi templom maradványai kerültek elő. 1737-ben a minoriták szerezték meg és kis kápolnát, valamint zárdát építettek falai közé, az épületek azonban megrongálódtak és 1783-ban elhagyták őket, végül 1819-ben Atyha község, tőle pedig 1820-ban Firtosváralja vette meg. Ma csak alapfalai látszanak. 1831-ben a vár mellett gazdag római kori aranypénzleletet találtak.
A falunak 1910-ben 348, túlnyomórészt magyar, 1992-ben 207 lakosa volt (143 magyar, 64 cigány). A trianoni békeszerződésig Udvarhely vármegye Udvarhelyi járásához tartozott.

## Látnivalók
- Határában az 1062 m magas Firtos-hegy csúcsától északra találhatók várának maradványai.
- Unitárius temploma 1801 és 1805 között épült, 1810-ben porticust építettek eléje, tornya 1836 és 1843 között épült. Korábban egy 1620-ban épült fatemplom volt a faluban.